# Muzeum Techniki Rolniczej i Gospodarstwa Wiejskiego w Redczu Krukowym
Muzeum Techniki Rolniczej i Gospodarstwa Wiejskiego w Redczu Krukowym – prywatne muzeum położone we wsi Redecz Krukowy (powiat włocławski). Jego właścicielem jest Janusz Borkowski, właściciel Kujawskiej Fabryki Maszyn Rolniczych „Krukowiak” w Brześciu Kujawskim. 
Siedziba muzeum znajduje się w dawnym zakładzie produkcyjnym Fabryki, w którym produkcja odbywała się do 2008 roku. Muzeum zostało założone w 2009 roku. Większość eksponatów pochodzi z kolekcji rodziny właściciela lub została przekazana przez prywatnych darczyńców. Wyodrębniono następnie Kujawskie Muzeum Oręża, Nauki i Techniki, a od 1 lipca 2017 także Kujawskie Muzeum Kolei.
W skład kolekcji wchodzą:
- maszyny i urządzenia rolnicze,
- samochody i motocykle,
- pojazdy konne,
- przedmioty codziennego użytku,
- wyposażenie sklepów, warsztatów i urzędów,
- militaria,
- prace twórców ludowych,
- lokomotywy, wagony i tramwaje (Kujawskie Muzeum Kolei).

Muzeum jest czynne od poniedziałku do piątku. Wstęp jest wolny.